# Roberto Miranda
Roberto Lopes de Miranda, alias Roberto (* 31. Juli 1944 in São Gonçalo) ist ein ehemaliger brasilianischer Fußballspieler.
Seine Karriere dauerte von 1962 bis 1976. Er spielte bei den Clubs Botafogo, CR Flamengo, SC Corinthians und América FC. Roberto gewann mehrere bedeutende Titel. Zwischen 1967 und 1972 spielte er zwölfmal für Brasilien und traf sechsmal. Seinen Karrierehöhepunkt erlebte Roberto 1970, als Brasilien alle Qualifikations- und Endrundenspiele der WM 1970 gewann und in Mexiko Weltmeister wurde. Die Seleção von 1970 gilt als eine der besten aller Zeiten. Mit Jairzinho bildete Roberto ein starkes Angriffsduo Botafogos. Außerdem war er Teil der brasilianischen Auswahl bei den Olympischen Spielen 1964 in Tokio, bei denen seine Mannschaft aber schon in der Vorrunde scheiterte.

## Erfolge
Botafogo
- Staatsmeisterschaft von Rio de Janeiro: 1962, 1967, 1968
- Taça Guanabara: 1967, 1968
- Torneio Rio-São Paulo: 1962, 1964, 1966
- Taça Brasil: 1968

Nationalmannschaft
- Weltmeister: 1970